# Пітогу
Піто́гу (Pitohui) — рід співочих птахів родини вивільгових (Oriolidae). Містить 4 види.

## Поширення
Представники роду поширені в Новій Гвінеї та на деяких прилеглих островах.

## Опис
Яскраво забарвлені всеїдні птахи. Тіло до 25 см завдовжки та вагою до 70 г. В оперенні переважають цегляний та чорний кольори.

## Токсичність
Шкіра та пір'я містять потужні алкалоїдні нейротоксини із групи батрахотоксинів (також виробляються південноамериканськими деревними жабами з роду Phyllobates). Вважається, що отрута служить птахам як хімічний захист від паразитів, а також проти хижаків, таких як змії, більші птахи і навіть людина, яких приваблює їх яскравий колір.
Птахи не виробляють батрахотоксин самі, а отримують його від жуків з роду Choresine (з родини Melyridae), які є частиною їхнього раціону. Через токсичність жителі Папуа Нової Гвінеї називають їх «сміттєвими птахами», оскільки їх не можна їсти; однак птахів можна вживати після видалення всього пір'я та шкіри та смаження м'яса на деревному вугіллі.

## Види
- Пітогу іржастий (Pitohui kirhocephalus)
- Пітогу острівний (Pitohui cerviniventris)
- Пітогу папуанський (Pitohui uropygialis)
- Пітогу темноголовий (Pitohui dichrous)